# International Federation of Poker
Die International Federation of Poker (IFP) ist der Dachverband aller nationalen Pokerverbände weltweit. Die IFP wurde am 29. April 2009 von sieben Gründungsländern im schweizerischen Lausanne, wo auch Sitz des Verbandes ist, ins Leben gerufen. Die IFP hat aktuell Beobachter-Status in der International Mind Sports Association. 2016 beantragte sie vorläufigen Mitglieder-Status bei SportAccord.

## Gründung
Die IFP wurde am 29. April 2009 von den nationalen Verbänden aus Brasilien, Dänemark, Frankreich, Großbritannien, Niederlande, Russland und der Ukraine in Lausanne gegründet. Als erster Präsident wurde der Brite Anthony Holden gewählt.

## Organisation
Das Executive Board der IFP besteht aus sieben gewählten Personen. Präsident Patrick Nally steht diesem Board vor, die anderen Mitglieder sind Pedro Trengrouse (Brasilien), Jes Bondo (Dänemark), Gary Bowman (Ukraine), Antoine Dorin (Frankreich), Dmitry Lesnoy (Russland) und Martijn Paulen (Niederlande).

## Mitgliedsverbände
Derzeit sind 55 Mitgliedsverbände weltweit in der IFP organisiert. Der Deutsche Poker Sportbund ist 2009 als einer der ersten nationalen Verbände (damals noch unter dem Namen German Federation of Poker) direkt nach Gründung der IFP beigetreten.

## Ziele
Die IFP arbeitet an der Anerkennung von Poker als Mind Sport und Geschicklichkeitsspiel. Im Zuge dessen hat sich eine enge Zusammenarbeit mit der Harvard-Universität gebildet.
Außerdem hat die IFP die eigenständige Variante Match Poker entwickelt.

## Veranstaltungen
Im November 2011 wurde der erste IFP Nations Cup ausgetragen. Bei diesem Turnier konnte Deutschland den Titel vor Brasilien und Frankreich erringen. Im April 2013 wurde auf Zypern der erste European Nations Cup veranstaltet. Dieser war unter anderem als Testlauf für eine Neuauflage des IFP Nations Cup in der neuen Variante Match Poker gedacht. Irland setzte sich unter 14 teilnehmenden Nationen als Sieger durch. Nur wenige Monate später fand in Sanya, China im Oktober 2013 der Asian Nations Cup statt. Unter den acht teilnehmenden Nationen konnte der Gastgeber China den Titel erringen.